# 바다의 빛
바다의 빛은 한국에서 제작된 산중유 감독의 1940년 영화이다. 김일해 등이 주연으로 출연하였고 진촌용 등이 제작에 참여하였다.

## 출연

### 주연
- 김일해
- 이정숙
- 이금룡
- 김인규